# Russische Fußballnationalmannschaft (U-19-Junioren)
Die russische Fußballnationalmannschaft der U-19-Junioren ist die Auswahl russischer Fußballspieler der Altersklasse U-19. Sie repräsentiert die Rossijski Futbolny Sojus auf internationaler Ebene, beispielsweise in Freundschaftsspielen gegen die Auswahlmannschaften anderer nationaler Verbände, aber auch bei der seit 2002 in dieser Altersklasse ausgetragenen Europameisterschaft. Die russische Mannschaft konnte sich zweimal für die Endrunde erreichen, wo sie einmal nach der Gruppenphase ausschied und einmal das Finale erreichte. Nur viermal konnte sich die Mannschaft nicht für die zweite bzw. Eliterunde der Qualifikation qualifizieren.

## Teilnahme an U-19-Europameisterschaften
- 2002: nicht qualifiziert
- 2003: nicht qualifiziert  (in der 2. Runde gescheitert)
- 2004: nicht qualifiziert  (in der 2. Runde gescheitert)
- 2005: nicht qualifiziert  (in der Eliterunde gescheitert)
- 2006: nicht qualifiziert  (in der Eliterunde gescheitert)
- 2007: Gruppenphase
- 2008: nicht qualifiziert  (in der Eliterunde gescheitert)
- 2009: nicht qualifiziert  (in der Eliterunde gescheitert)
- 2010: nicht qualifiziert  (in der Eliterunde gescheitert)
- 2011: nicht qualifiziert  (in der Eliterunde gescheitert)
- 2012: nicht qualifiziert
- 2013: nicht qualifiziert  (in der Eliterunde gescheitert)
- 2014: nicht qualifiziert  (in der Eliterunde gescheitert)
- 2015:  Zweiter
- 2016: nicht qualifiziert (als bester Gruppendritter für die Eliterunde qualifiziert, dort gescheitert)
- 2017: nicht qualifiziert (als drittbester Gruppendritter die Eliterunde verpasst)
- 2018: nicht qualifiziert
- 2019: nicht qualifiziert  (in der Eliterunde gescheitert)
- 2020: Meisterschaft wegen COVID-19-Pandemie abgesagt (für die abgesagte Eliterunde qualifiziert)
- 2022: nach Qualifikation für die Eliterunde suspendiert[1]
- 2023: nicht zugelassen
- 2024: nicht zugelassen

| Bilanz     | Bilanz | Bilanz | Bilanz | Bilanz      | Bilanz | Bilanz    | Bilanz       |
| Runde      | Spiele | Siege  | Remis  | Niederlagen | Tore   | Gegentore | Tordifferenz |
| ---------- | ------ | ------ | ------ | ----------- | ------ | --------- | ------------ |
| 1. Runde   | 059    | 37     | 11     | 11          | 145    | 044       | 101          |
| Eliterunde | 042    | 16     | 17     | 09          | 066    | 045       | 021          |
| Endrunde   | 008    | 02     | 02     | 04          | 013    | 015       | 0-2          |
| Gesamt     | 109    | 55     | 30     | 24          | 224    | 104       | 120          |